# Cosenza Calcio 1914
Cosenza Calcio 1914 là một câu lạc bộ bóng đá chuyên nghiệp của Ý có trụ sở tại Cosenza, Calabria.
Đội bắt đầu vào năm 1914 khi được thành lập với cái tên Socà Sportiva Fortitudo. Câu lạc bộ đã bị trục xuất khỏi các giải đấu chuyên nghiệp năm 2003, chỉ được nhận lại một năm sau đó và thi đấu tại Serie D. Năm 2005 câu lạc bộ giải thể, kết thúc 91 năm lịch sử.
Từ 2003 đến 2007 AS Cosenza Calcio tuyên bố là đội bóng kế vị, được chuyển đến từ thị trấn gần đó. Một lần nữa vào năm 2007, Fortitudo Cosenza đã được chuyển đến từ Rende với tư cách là đội bóng kế vị mới và được đổi tên thành Cosenza Calcio 1914 Srl vào năm 2008. Tuy nhiên, đội bóng kế vị đã giải thể một lần nữa vào năm 2011, một câu lạc bộ mới khác là Nuova Cosenza Calcio đã được thành lập bằng cách sử dụng Điều 52 của NOIF vào năm 2011-12 Serie D.

## Từ 1914 đến 2005

### Cosenza Calcio 1914 SpA

#### Thời gian đầu và Serie B
Câu lạc bộ được thành lập vào năm 1914 với tên là Socà Sportiva Fortitudo và được đổi tên thành Cosenza Calcio 1914 vào năm 1920  và tận hưởng một thời gian dài ở các giải đấu chuyên nghiệp, dành vài năm ở Serie B và ra mắt một số cầu thủ nổi tiếng. Họ cũng đã giành được Cup Anh-Ý vào năm 1983. Trong những năm 1980 và 1990, phía Calabrian bỏ lỡ cơ hội thăng hạng cho giải đấu cao nhất của Ý nhiều lần, đáng chú ý nhất là vào năm 1989, khi họ kết thúc với cùng số điểm so với Cremonese và Reggina đứng thứ tư, nhưng không được nhận vào vòng playoff thăng hạng như có kết quả tệ nhất trong ba trận đấu đối đầu. Vào năm 1991-92, Cosenza mất suất thăng hạng một lần nữa, với vị trí thứ năm cuối cùng chỉ sau hai điểm so với Udinese.

#### Serie D
Sau những đỉnh cao này, câu lạc bộ liên tiếp bắt đầu trải qua thời kỳ khó khăn, cuối cùng bị liên đoàn loại trừ vào tháng 7 năm 2003 do vấn đề tài chính, khiến thành phố Cosenza bất ngờ không có câu lạc bộ.
Tuy nhiên, năm 2004, nhượng quyền thương mại đã được đưa trở lại Serie D sau bản án tư pháp, cùng với AS Cosenza FC mới: điều này khiến thành phố Cosenza có hai câu lạc bộ "đối thủ" khác nhau trong cùng một hạng đấu. Điều này chỉ kéo dài một năm, khi Cosenza 1914 cuối cùng đã giải thể.

### Cựu cầu thủ đáng chú ý
Cầu thủ bóng đá quốc gia của Cosenza Calcio 1914
- liên_kết=|viền Stefano Fiore
- liên_kết=|viền Gianluigi Lentini
- liên_kết=|viền Cristiano Lucarelli
- liên_kết=|viền Christian Manfredini
- liên_kết=|viền Đánh dấu Edusei
- liên_kết=|viền Marius Stankevičius
- liên_kết=|viền Rubén Maldonado
- liên_kết=|viền Massimo Margiotta

### Màu sắc và huy hiệu
Màu chính thức của đội là đỏ và xanh.

## Danh dự
- Cúp Anh-Ý: 1 (1983)
- Serie C: 1 (1960-61)
- Serie C1: 2 (1987-88), (1997-98)
- Serie C2: 1 (1979-80)
- Serie D: 2 (1957-58, 1974-75)

## Nhà tài trợ và nhà sản xuất áo
| Giai đoạn | Nhà sản xuất trang phục | Nhà tài trợ áo |
| --------- | ----------------------- | -------------- |
| 1985–1986 | ADIDAS                  | PAC            |
| 1987–1988 | DEGI                    | Terme Luigiane |
| 1988–1989 | DEGI                    | Lagostina      |
| 1989–1990 | ABM                     | CORVASCE       |
| 1990–1991 | ABM                     | STANLEY        |
| 1991–1992 | ASICS                   | DODARO         |
| 1995–1996 | Hummel                  | Caffe 'Aiello  |
| 1996–1997 | Hummel                  | Carical        |
| 1998–2000 | Kappa                   | Tỉnh Cosenza   |
| 2001–2002 | Legea                   | Tỉnh Cosenza   |

## Người kế vị tinh thần

### A<S Cosenza Calcio (2003-07)
Castrovillari đã được chuyển đến Cosenza vào năm 2003. Câu lạc bộ đã trải qua 4 mùa giải thi đấu tại Serie D.

### Fortitudo Cosenza (2007 1111)
Vào năm 2007, AS Cosenza Calcio đã từ bỏ tư cách thành viên Serie D, nhưng tất cả các cầu thủ của đội sau đó đã gia nhập câu lạc bộ mới "Fortitudo Cosenza", được chuyển đến từ Rende.
Sau đó, câu lạc bộ mới đổi tên thành chính nó, lấy tên gọi lịch sử cũ là "Cosenza Calcio 1914 Srl" với mục đích vươn lên trên cao ở kim tự tháp bóng đá Ý. Năm 2011, đội sau đó đã bị loại khỏi giải đấu chuyên nghiệp bởi Co.Vi.So.C. của Liên đoàn bóng đá Ý  và nó đã không hấp dẫn. Một câu lạc bộ kế thừa khác đã được bắt đầu ở Serie D, là Nuova Cosenza Calcio.

### Nuova Cosenza Calcio
Vào mùa hè năm 2011, một câu lạc bộ mới được thành lập với tên Nuova Cosenza Calcio và được khởi động lại từ Serie D  Đội thắng các trận playoff thăng hạng, nhưng đội không được tự động thăng hạng.